# トンガ語 (ニアサ)
トンガ語（トンガご、トンガ語: Chitonga、英: Tonga language）は、マラウイで話されている言語でバントゥー語群に属する。話者数は2001年調査で17万人である。言語名別称として、Kitonga、Siska、Sisya、Western Nyasa。